# Reformierte Kirche (Ihrhove)

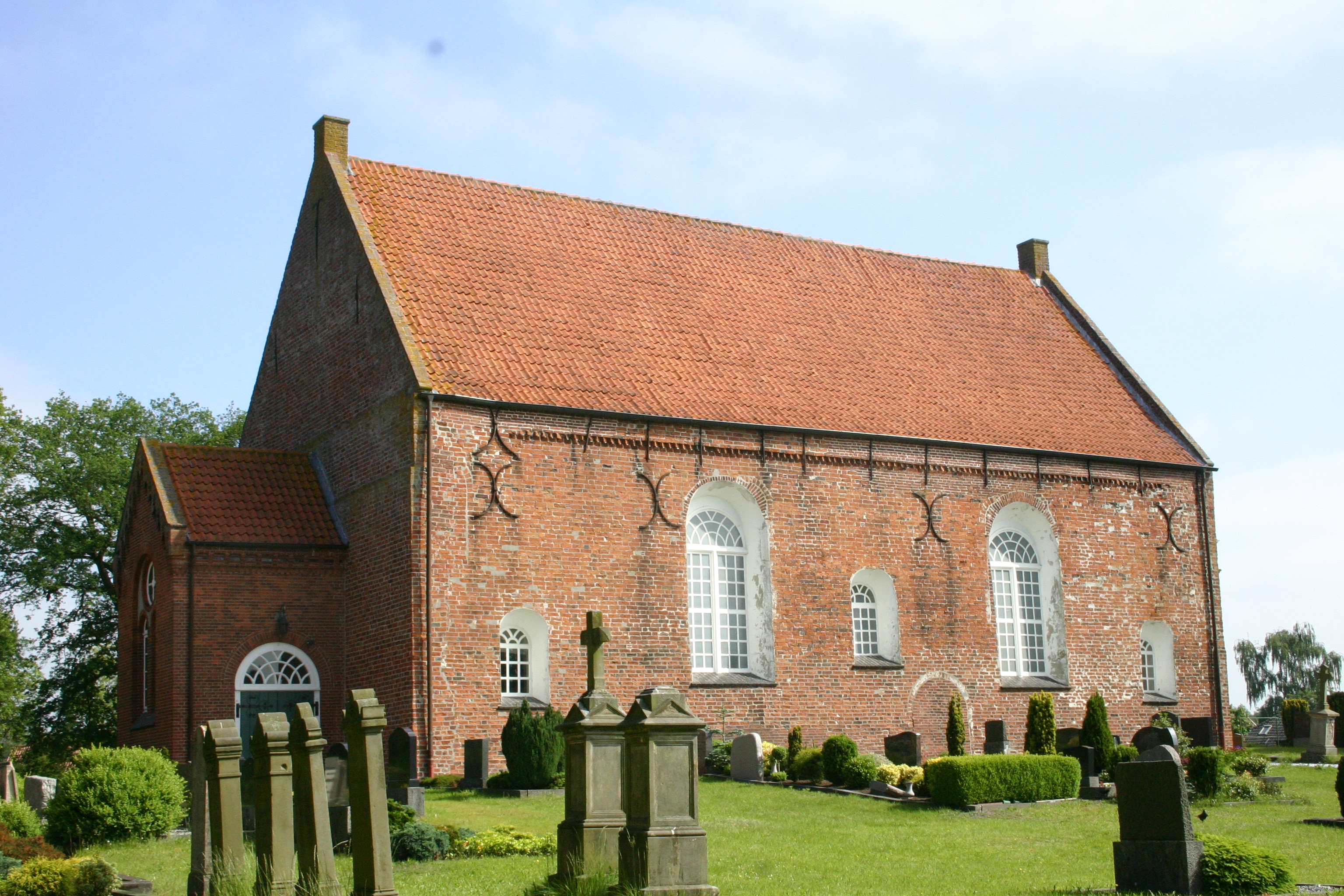
Reformierte Kirche in Ihrhove

Die Reformierte Kirche im ostfriesischen Ihrhove wurde um 1250 auf einer Warft gebaut.

## Geschichte und Baubeschreibung

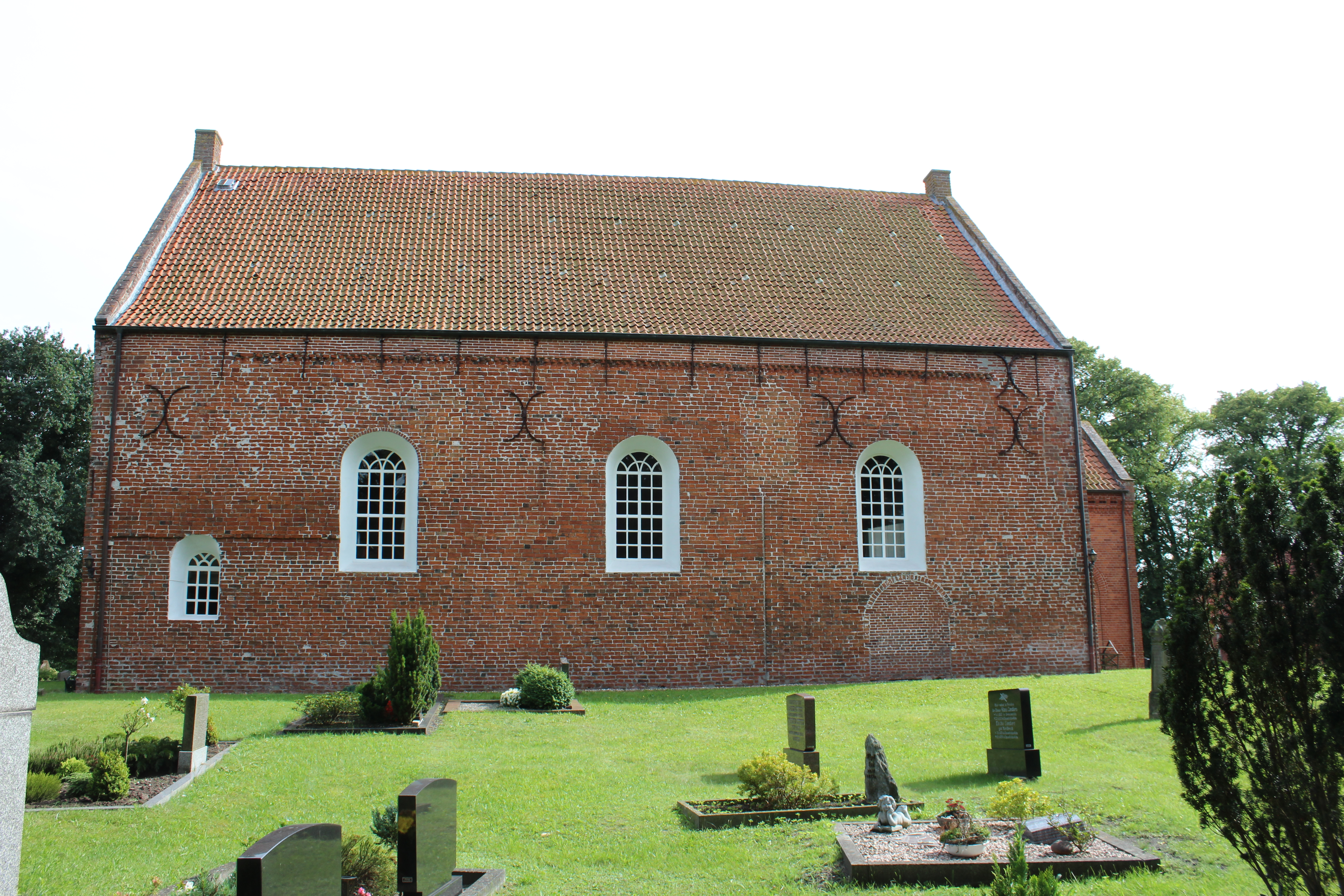
Nordseite

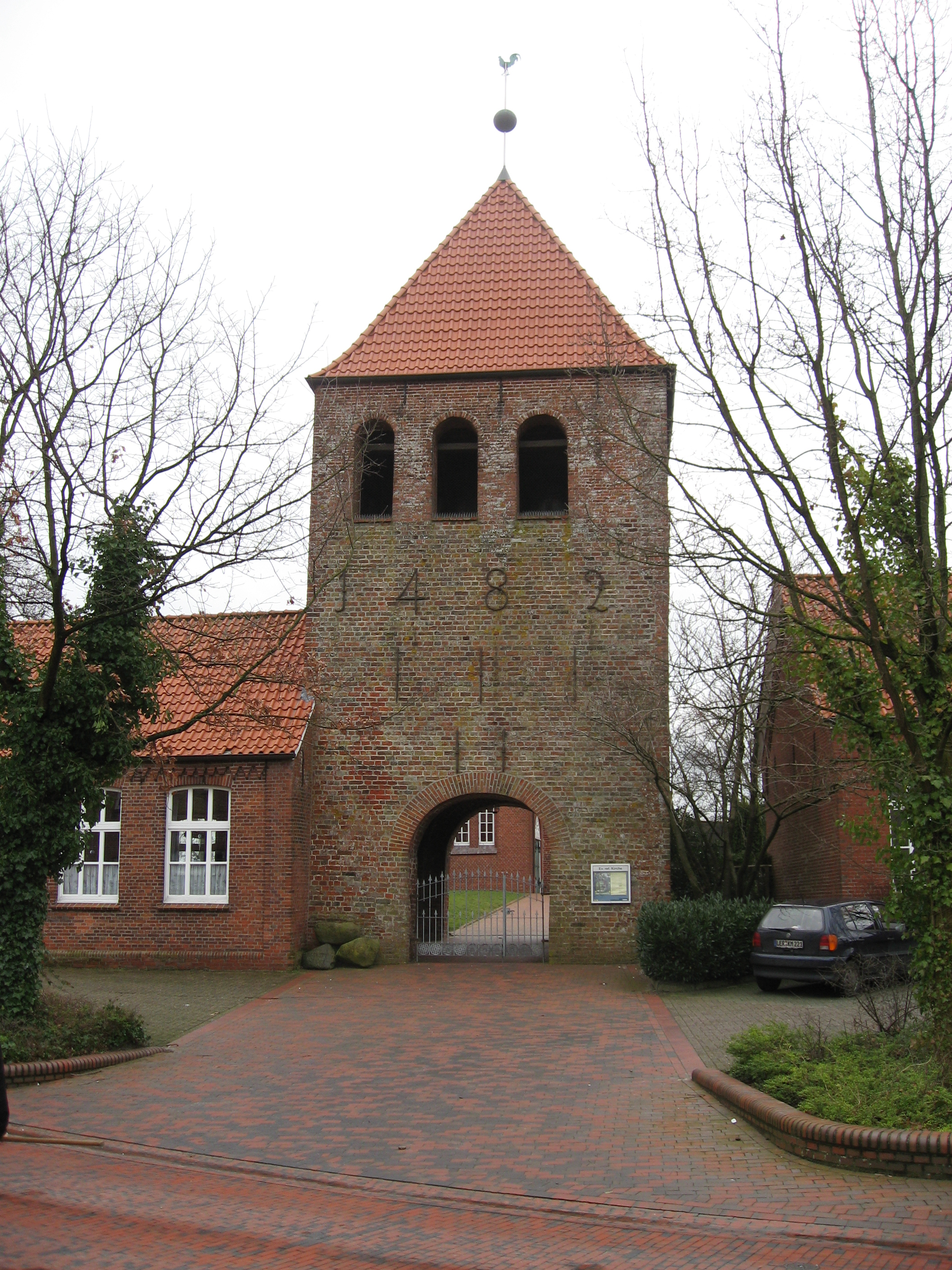
Ihrhover Glockenturm

Archäologische Untersuchungen sprechen für eine gezielte Gründung der Siedlung mit Kirche in der Mitte des 13. Jahrhunderts, die von Ihren als Muttersiedlung ausging. Hinweise, dass vor dem jetzigen Bau eine Holzkirche existierte, konnten durch Untersuchungen nicht bestätigt werden. Um 1250 wurde die geostete Backsteinkirche als rechteckiger Saalbau mit eingezogener Ostapsis errichtet. Der Konsolenfries ist größtenteils erhalten. Auch sind an den Langseiten noch die Mittellisenen und die zugemauerten romanischen Rundbogen-Fenster und -Portale erkennbar. An der Nord- und Südseite verfügte das Gotteshaus über je ein Portal und drei kleine hochsitzende Fenster. Aufgrund archäologischer Ausgrabungen wurde ein ringförmiger Umfassungsgraben von durchschnittlich sieben Metern Breite vermutet. Angenommen wird, dass der Graben nicht Verteidigungszwecken diente, sondern als Begrenzung des Kirchenareals eine Funktion beim Kirchenasyl erfüllte. Die Annahme von Umfassungsgräben ist allerdings nicht unwidersprochen geblieben.
In vorreformatorischer Zeit gehörte die Kirche zur Propstei Leer im Bistum Münster. Im Zuge der Reformation nahm sie um 1530 das reformierte Bekenntnis an. Für das Jahr 1548 wird ein Pastor Wyert (* um 1520, † um 1590) erwähnt, der noch bis etwa 1580 im Amt war. Während seiner Amtszeit erfolgte im Jahr 1572 eine Umgestaltung der Kirche, die den Bedürfnissen des reformierten Gottesdienstes Rechnung trug. Ein Renovierungsstein in der Ostmauer der Kirche weist auf den Umbau hin. Unter einem senkrechten Bildstein, der ein gotisches Stabwerkfenster darstellt, ist auf der Flachseite eines Ziegels die Jahreszahl 1572 und die Inschrift „W: P: J:“ eingeritzt, die als „Wyert Pastor Jhrhaue“ gedeutet werden kann. Stilistisch war diese Renovierung noch von der Spätgotik geprägt. Die Apsis an der Ostseite wurde abgetragen und das Schiff an der Westseite eingekürzt. Die Ostwand erhielt zwei schmale spitzbogige Fenster. Die Westmauer wurde um etwa 3 Meter eingerückt. Auch der Innenraum wurde umgestaltet, da nun Predigt und Abendmahl im Zentrum standen.
Im Jahr 1789 wurden die Mauern aufgestockt, um ein flaches hölzernes Tonnengewölbe einziehen zu können. In diesem Zuge wurden größere rundbogige Fenster durchgebrochen, zwei an der Südseite und drei an der Nordseite. An der Südseite befinden sich zudem drei kleine tiefsitzende Fenster und an der Nordseite eins, wobei es sich bei den beiden Fenstern an der Ostseite der Süd- und Nordwand am ehemaligen Apsisvorsprung um sogenannte Hagioskope handelt. Die beiden Portale an den Langseiten wurden ebenso wie die romanischen Fenster zugemauert. Die Gemeinde schaffte 1790 eine erste Orgel an. 1907 wurde im Westen ein kleiner Vorbau als Windfang für den Eingang angebaut und die Sitzempore geschaffen.
Die spätromanische Kirche verfügte wahrscheinlich über keinen gemauerten, sondern allenfalls über einen hölzernen Glockenstuhl. Der heutige freistehende Glockenturm, der als Durchgang zum Kirchenareal dient, stammt aus dem 14. Jahrhundert und datiert wahrscheinlich um 1300. Die Jahreszahl „1482“ über dem Eingang, die aus Ankerziffern gebildet wird, bezeichnet wohl nicht das Erbauungsjahr. Bis in die 1950er Jahre war dort das Jahr „1842“ zu lesen, womit das Jahr bezeichnet wird, in dem Sanierungsmaßnahmen am Turm durchgeführt und die Westwand neu aufgeführt wurde. Durch den Zahlendreher in den 1950ern sollte der Turm womöglich älter und würdiger wirken. Im Durchgang sind noch Ansätze für das ursprüngliche Kreuzrippengewölbe erkennbar, das jedoch im 17. Jahrhundert durch ein steinernes Tunnelgewölbe ersetzt wurde. Im Glockenstuhl hängen drei Glocken, die 1951 gegossen wurden. Links vom Glockenturm befindet sich in der ehemaligen Schule heute das Gemeindebüro und auf der rechten Seite die Leichenhalle aus dem Jahr 1911.

## Ausstattung
Der Taufstein aus Bentheimer Sandstein wurde zu Beginn des 13. Jahrhunderts gefertigt und ist mithin älter als das Kirchengebäude. Das zylindrische Becken ruht auf vier stilisierten Löwen und wird mit einem Fries aus Pflanzenornamenten verziert, der oben und unten mit Fischgräten-Bändern (Taustäbe) abgeschlossen wird. Bei Renovierungsmaßnahmen wurde ein schalenförmiges Weihwasserbecken aus vorreformatorischer Zeit entdeckt, das aus einem Granitblock herausgearbeitet wurde.
Zu den Vasa Sacra gehören ein spätgotischer, vergoldeter Silberkelch, eine Kanne und zwei Dosen aus Zinn (1682), ein Taufkelch (1868) sowie zwei neue Teller und eine Kanne. Trotz der Inschrift, die auf einen ansonsten unbekannten Stifter mit Namen Habbo Eves hinweist und das Jahr „MCVII“ nennt, ist das Stiftungsjahr des  Kelches ungeklärt. Der Sechspassfuß findet seine Fortsetzung im sechsseitigen Schaft und Knauf. Bemerkenswert ist, dass er als einziger Kelch einer reformierten Kirche in Ostfriesland später nicht umgearbeitet worden ist.
Die barocke Kanzel aus Eichenholz von 1572 weist gedrehte Säulen und geschnitzte Pflanzengehänge auf. Im Jahr 1687 wurde der Kronleuchter gestiftet. Die Sitzempore stammt aus dem Jahr 1907, das Gestühl von 1958. 1990 wurden die Sandsteinplatten des Fußbodens erneuert.

## Orgel

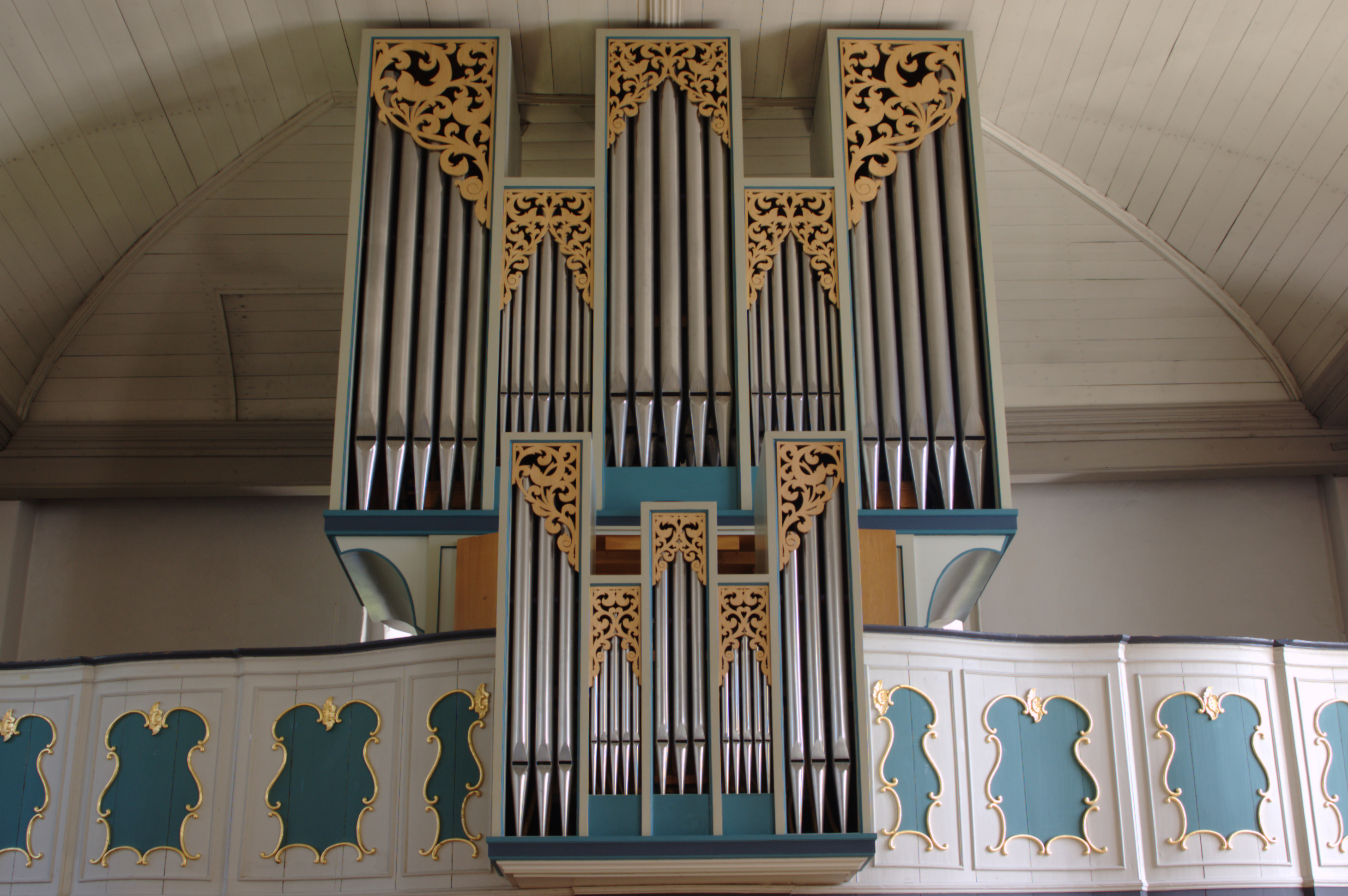
Führer-Orgel in Ihrhove

Die 1967 von Alfred Führer erbaute Orgel mit Schleifladen ersetzte ein 16-registriges pneumatisches Instrument von Sauer aus dem Jahr 1935, das gebraucht erworben worden war. Das Werk verfügt über 16 Register auf zwei Manualen und Pedal; es wurde 1995 von Alfred Führer Orgelbau überholt. Die Disposition der Orgel lautet wie folgt:
| I Hauptwerk C–g3     |       |
| Principal            | 8′    |
| Rohrflöte            | 8′    |
| Oktave               | 4′    |
| Blockflöte           | 4′    |
| Oktave               | 2′    |
| Sesquialtera II ab g | 2 ⁄3′ |
| Mixtur IV            | 1 ⁄3′ |
| Trompete             | 8′    |

| II Rückpositiv C–g3 |      |
| Gedackt             | 8′   |
| Prinzipal           | 4′   |
| Gedacktflöte        | 4′   |
| Waldflöte           | 2′   |
| Scharff III         | 2⁄3′ |

| Pedal C–f1 |     |
| Subbass    | 16′ |
| Oktave     | 8′  |
| Oktave     | 4′  |

- Koppeln: II/I, I/P, II/P